# 密葉美喙蘚
密葉美喙蘚（学名：Eurhynchium savatieri）为青蘚科美喙蘚屬下的一个种。

## 扩展阅读
- 維基物種上的相關：密葉美喙蘚